# Făcăeni
Făcăeni község és falu Ialomița megyében, Munténiában, Romániában. A hozzá tartozó település: Progresu.

## Fekvése
A megye keleti részén található, a megyeszékhelytől, Sloboziatól, ötvenöt kilométerre keletre, a Borceai-Duna-ág bal partján.

## Lakossága
| Nemzetiségek | 2002 | 2002   |
| ------------ | ---- | ------ |
| Románok      | 5914 | 99,34% |
| Romák        | 26   | 0,43%  |
| Lipovánok    | 8    | 0,13%  |
| Magyarok     | 4    | 0,06%  |
| Németek      | 1    | 0,01%  |
| Összesen     | 5953 | 100,0% |